# Толстых, Николай Александрович
Никола́й Алекса́ндрович Толсты́х (род. 30 января 1956, Москва, РСФСР, СССР) — советский футболист, российский спортивный функционер. Мастер спорта СССР (1979). Президент Российского футбольного союза (2012—2015).
Окончил ГЦОЛИФК (1977).

## Биография
Родился и вырос в Москве. Начинал с дворового футбола. Сначала занимался спортом в группе общефизической подготовки при Дворце пионеров на Ленинских горах (1966—1967). Затем был взят в футбольную школу московского «Динамо» с 1968 года.
С 1974 года выступал за московское «Динамо». Дебютировал 17 августа 1977 года в Алма-Ате в матче с «Кайратом» (2:2). В чемпионатах СССР сыграл 126 матчей, забил 6 голов.
Финалист Кубка СССР 1979. В еврокубках — 5 матчей (Кубок УЕФА — 4, Кубок кубков — 2).

Техничный, мобильный и выносливый, действовал всегда с полной самоотдачей, строго соблюдал игровую дисциплину, владел поставленным ударом с обеих ног, цепко боролся за мяч— .
В 1983 году из-за тяжелой травмы решил закончить с активными выступлениями. Представители центрального совета «Динамо», Валерий Сысоев в частности, предложили Толстых перейти на функционерскую работу — в отдел футбола и хоккея МГС «Динамо».
В 1984—1986 годах — начальник отдела футбола и хоккея Московского городского совета (МГС) «Динамо». С 1987 года по май 1989 года — начальник «Динамо» (М). С июня 1989 года по март 1990 года — инструктор отдела футбола и хоккея МГС «Динамо».
Генеральный директор (1990 год, с марта по август 1992 года; 1998 год; 2000—2001 годы), 1-й вице-президент (1992 год, с сентября по октябрь 1996 года), и генеральный исполнительный директор ФК «Динамо» (М) — с ноября 1996 года. Президент — 1999 год.
С июля 1992 года по 2012 год[уточнить] — президент Профессиональной футбольной лиги.
В 1994—1997 годах, с 2000 года — член комитета УЕФА по нелюбительскому (ныне — профессиональному) футболу.
3 сентября 2012 года на внеочередной конференции РФС был избран президентом федерации. 31 мая 2015 года на внеочередной конференции РФС, путём тайного голосования, был отстранен от занимаемой должности.
С 2020 года — заместитель председателя Центрального совета общества «Динамо».

## Награды
- Орден Почёта (16 марта 2007) — за заслуги в развитии физической культуры и спорта и многолетнюю добросовестную работу[2].
- Медаль ордена «За заслуги перед Отечеством» II степени (4 сентября 1997) — за заслуги перед государством, большой вклад в развитие физической культуры и спорта и в связи со 100-летием отечественного футбола[3].
- Медаль «За заслуги перед Чеченской Республикой» (7 декабря 2007) — за большой личный вклад в развитие футбола в Чеченской Республике[4].